# Il campione (film 2019)
Il campione è un film del 2019 diretto da Leonardo D'Agostini, al suo esordio alla regia di un lungometraggio.

## Trama
Christian Ferro è un calciatore della Roma, fuoriclasse che al talento mostrato in campo alterna una vita privata piena di bagordi ed eccessi. A seguito dell'ennesima bravata, un furto di vestiti al centro commerciale, la società pretende che il ragazzo metta la testa a posto. Tito Rigoni, il presidente della Roma, incarica i propri sottoposti di selezionare quindi un professore che lo aiuti a conseguire la maturità da privatista. Tra i vari candidati Tito resta colpito da Valerio Fioretti, un insegnante che ha perso la cattedra e non segue il calcio, quindi non conosce il calciatore. Tito vuole che sia Valerio il precettore di Christian, convincendolo ad accettare l'incarico con un lauto stipendio e l'obbligo che il percorso del ragazzo non subisca interruzioni fino all'esame di Stato.
All'inizio Christian fatica a memorizzare le informazioni storiche ed è continuamente distratto dalla pletora di persone che lo circondano. La prima prova è un fallimento, con Christian che consegna il foglio in bianco. Tito decide anche di punire Christian, mandandolo in tribuna nell'atteso derby contro la Lazio. Dopo aver assistito a una lezione di tattica dell'allenatore della Roma, a Valerio viene un'illuminazione per insegnare gli eventi della prima guerra mondiale a Christian, spiegando gli eventi causali attraversi schemi grafici e di collegamenti visivi, ispirati agli schemi calcistici. Il nuovo metodo di Valerio, più adatto al tipo di intelligenza del ragazzo, unito alla voglia di riconquistare il posto in squadra, portano Christian a passare la prova con un ottimo 8/10. La ritrovata serenità si riflette sulle prestazioni in campo ed è dovuta anche al fatto di aver conosciuto Alessia, studentessa di medicina, una persona umile proveniente dalla periferia romana e lontana dallo stereotipo delle ragazze viziate che gli cadono ai piedi.
Ferro entra sempre più in confidenza con Valerio, intuendo che lo schivo professore nasconde un dolore non del tutto superato. La morte prematura del figlio lo ha condotto sulla strada dell'alcolismo, facendogli perdere il lavoro e la moglie Cecilia, con cui è rimasto in pessimi rapporti. Il giovane sceglie di aprirsi con Valerio, rivelandogli che anche lui ha dovuto subire il pesante lutto della perdita della madre, l'unica persona a credere nella persona e non solo nell'allora potenziale campione. Attraverso il rapporto con Valerio, Christian comprende di doversi sbarazzare di tutte le futilità che gli hanno impedito di diventare una persona responsabile, liberandosi della superficiale fidanzata e di amici che non vogliono il suo bene e gli stanno accanto solamente per interesse. 
Christian si avvicina a grandi passi verso la maturità, ma uno scandalo, causato da una truffa del padre, porta Christian a ricadere nei vecchi vizi, facendosi espellere per rissa durante una partita. Inoltre, il presidente della Roma, in accordo con l'agente del ragazzo, decide a venderlo agli inglesi del Chelsea, monetizzando subito la sua cessione per evitare di perderlo a parametro zero. Anche la questione della maturità non ha più importanza. Il peso di comprendere ancora una volta di essere solo il campione e non la persona, insieme al litigio di Valerio con il padre del ragazzo, portano Christian a perdere tutta la fiducia, ma anche a "pensare", come tante volte gli aveva chiesto Valerio, aiutato da Alessia. Quando sente in televisione che Christian ha disertato la presentazione della nuova squadra, Valerio si precipita al liceo e vi trova il ragazzo, deciso a sostenere l'esame di maturità prima di lasciare Roma e iniziare un nuovo capitolo della sua vita.

## Produzione
Le riprese del film sono cominciate il 4 giugno 2018 a Roma e sono durate 7 settimane.

## Promozione
La prima locandina e il primo trailer del film sono stati diffusi online il 20 marzo 2019.

## Distribuzione
Il film è stato distribuito nelle sale cinematografiche italiane da 01 Distribution a partire dal 18 aprile 2019.

## Riconoscimenti
- 2020 - David di Donatello
  - Candidatura Miglior regista esordiente a Leonardo D'Agostini
  - Candidatura Miglior attore non protagonista a Stefano Accorsi
- 2019 - Nastro d'argento
  - Miglior regista esordiente a Leonardo D'Agostini
  - Miglior produttore a Sydney Sibilia, Matteo Rovere, Rai Cinema e Groenlandia
  - Candidatura Miglior attore protagonista a Andrea Carpenzano
  - Candidatura Miglior attore non protagonista a Stefano Accorsi
- 2019 - Globo d'oro
  - Candidatura Miglior opera prima a Leonardo D'Agostini
- 2020 - ALMA Award
  - Candidatura Miglior film straniero (Italia)